# IHI (entreprise)
Pour les articles homonymes, voir IHI.
IHI Corporation (株式会社IHI, Kabushiki-gaisha IHI, TSE : 7013) est une des très grandes entreprises japonaises  d'ingénierie dans de multiples secteurs de l'industrie (énergie, espace, transports...etc). 
Connue initialement sous le nom Ishikawajima-Harima Heavy Industries Co., Ltd, (石川島播磨重工業株式会社) à la suite de la fusion en 1960 entre Ishikawajima et Harima Heavy Industries, IHI fait partie du très grand groupe d'entreprises (Keiretsu) DKB Group (en) (Dai-Ichi Kangyo) dominé par la Banque Mizuho et fait partie de l'indice boursier japonais Nikkei 225.

## Historique
Le domaine de Mito a été créé en 1853, commandé par le shogunat Tokugawa, à l'occasion de l'accostage de Matthew Perry. Ce 'domaine' fit construire l'Asahi-Maru, l'un des premiers navires de guerre à voile de type occidental du Japon, sur un premier chantier naval situé sur l'ile d'Ishikawajima, à l'embouchure du fleuve Sumida, à Tokyo,. Privatisée en 1876, elle devient une société de type Kabushiki kaisha en 1893.

## Activité

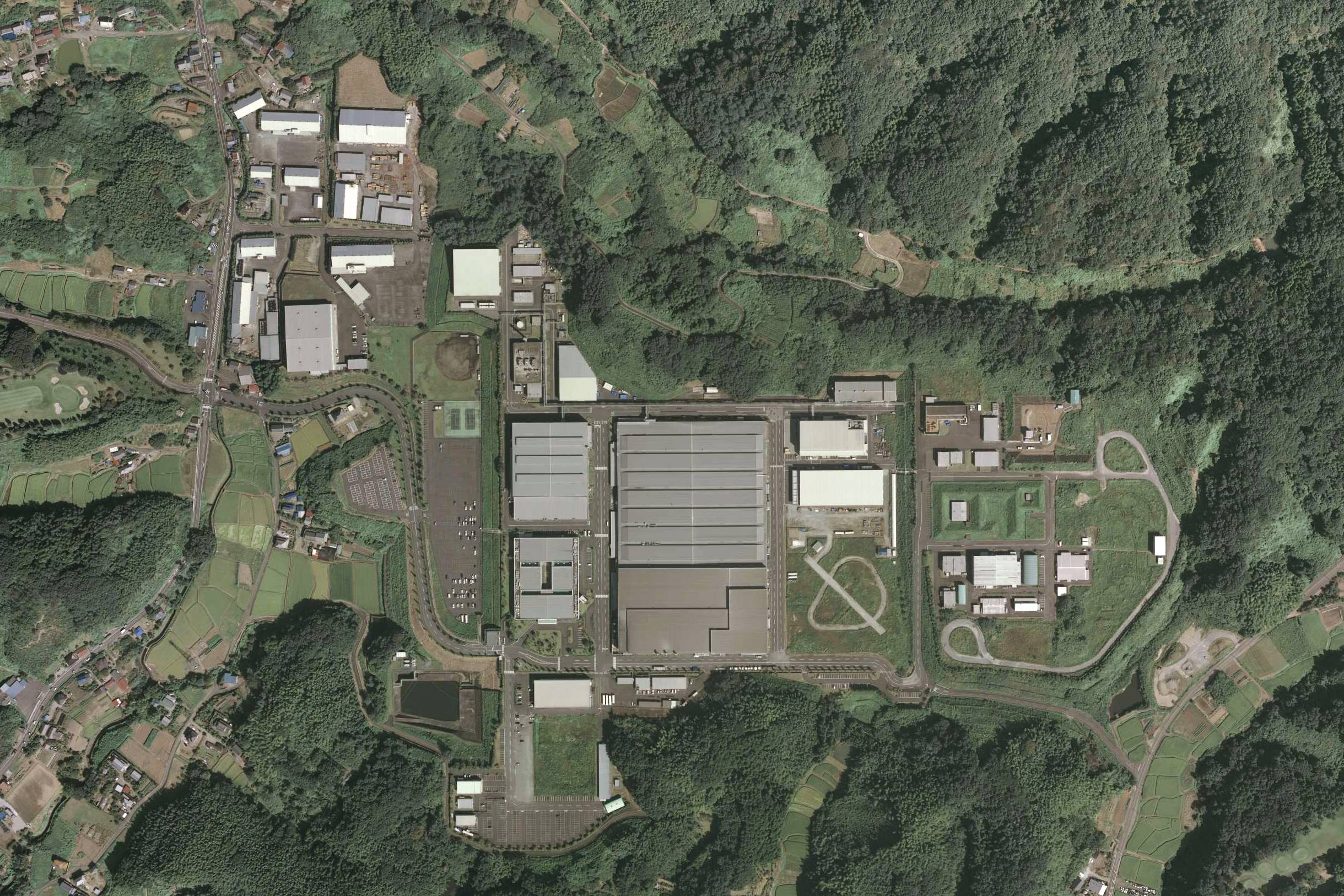
Photo aérienne de l'établissement de Tomioka de la filiale du groupe IHI Aerospace qui fabrique des étages de lanceur spatial.

### Motoriste pour l'aviation
Ishikawajima développe en 1945 le premier turboréacteur japonais, le Ishikawajima Ne-20. IHI est de nos jours partenaire du consortium japonais fabricant de l'IAE V2500.
Modèles
- Ishikawajima Ne-20
- Ishikawajima Tsu-11
- Ishikawajima-Harima J3 (ja)
- IHI Corporation F3
- IHI Corporation XF5
- Ishikawajima-Harima XF9
- IHI Corporation F7 , F7-10
- T-700 , F110
- IAE V2500 (partenaire au sein du IAE/Japanese Aero Engines Corporation)

### Chantiers navals
IHI construit plusieurs types et classes de navires civils et militaires.
En 2013, IHI a fusionné sa filiale de construction, entretien et réparation navals Marine United Inc. avec Universal Shipbuilding Corp, pour former Japan Marine United Corp., le plus grand constructeur japonais de navires et un des plus grands au monde. IHI possède environ 46 % du capital de Japan Marine United.

### Fabrication d'étages de fusée à propergol solide
IHI construit les lanceurs spatiaux légers japonais. En 2014 il est le producteur des fusées  Epsilon  et KAIROS (lanceur spatial). C'est également un motoriste spécialisé dans les étages à propergol solide. Il fournit notamment les propulseurs d'appoint des lanceurs lourds H-IIA/H-IIB et les moteurs d'apogée pour l'Atlas V et l'Antares.
Productions passées :
- Fusée-sonde S-210 (en), S-310, S-520
- Lanceur léger M-V
- Projet de fusée GX

### Turbocompresseurs
IHI est également connu pour avoir fabriqué les turbocompresseurs utilisés dans plusieurs automobiles, et notamment dans certains modèles de sport comme dans des Abarth, Subaru ou encore Ferrari . La fabrication de turbocompresseurs représente une part importante de l'activité d'IHI qui continue de la développer.

### Formule 1
En 2018 IHI signe un partenariat technologique avec Honda F1 dans le but d’accélérer le développement de leurs turbocompresseurs.
IHI va apporter son expertise à Honda F1 dès la saison 2019. L'accord entre les deux entreprises est valable pour une durée de deux ans.